# Der freche Kavalier
Der freche Kavalier (Originaltitel Gentleman Jim, Alternativtitel in Deutschland Gentleman Jim, der freche Kavalier) ist eine US-amerikanische Filmbiografie von Raoul Walsh. Der Film, der den sportlichen Werdegang des Boxers James J. Corbett nacherzählt, wurde 1942 gedreht. Als Drehbuchgrundlage diente Corbetts Autobiografie The Roar of the Crowds. In der Titelrolle des leichtfüßigen Boxchampions „Gentleman Jim“ ist Errol Flynn besetzt, Alexis Smith ist als Millionärstochter Victoria Ware zu sehen. Tragende Rollen wurden von Jack Carson und Alan Hale übernommen.
Die Premiere des Films fand am 25. November 1942 in New York statt. In Deutschland wurde der Film erstmals am 1. Oktober 1948 in den Kinos gezeigt, in Österreich am 3. Januar 1947.

## Handlung
In San Francisco des Jahres 1887 wird ein illegaler Boxkampf von der Polizei aufgelöst. Unter den Zuschauern befinden sich die beiden Bankangestellten Jim Corbett und Walter Lowrie sowie der Richter Geary, der auch im Vorstand der Bank ist. Um den schlechten Ruf des Boxsports, der zu einem Wettkampfverbot geführt hat, aufzupolieren, will Geary als Mitglied eines Olympischen Vereins junge Männer aus guten Familien kämpfen lassen. Als Geary am nächsten Tag die Bank betritt, fürchten Jim und Walter um ihre Jobs. Doch Geary will Jim lediglich für seine Aussage vor Gericht danken, der erklärt hatte, warum ihre Anwesenheit bei dem Kampf wichtig gewesen sei.
Victoria Ware betritt die Bank um Geld für ihren pokerspielenden Vater Buck, ebenfalls ein Mitglied des Olympischen Vereins, abzuheben. Jim begleitet die junge Frau zurück zum Verein. Victoria zeigt ihm den Club und geht mit ihm zum Lunch. In der Trainingshalle übt Jim ein wenig Boxen, was den Trainer dazu veranlasst, ihm die Vereinsmitgliedschaft anzutragen. Jim, dessen Vater als Kutscher und dessen Brüder im Hafen arbeiten, wird durch die Mitgliedschaft selbstbewusster, aber auch ein wenig arrogant. Die anderen Mitglieder sind verärgert und planen einen Kampf zwischen Jim und dem ehemaligen britischen Schwergewichtsmeister Jack Burke in Salt Lake City. Überraschend für alle gewinnt Jim den Kampf durch seine exzellente Fußarbeit und schnellen Schläge. Nach Kampfende wird eine Party gegeben. Jims betrunkener Freund Walter wird aufgefordert zu gehen. Jim verhält sich seinem Freund gegenüber loyal und geht ebenfalls.
Um ihre Rückreise nach San Francisco zu finanzieren, absolviert Jim einen Profikampf, den er gewinnt. Mit Hilfe des Managers Delaney wird Jim zum erfolgreichen Profi. Sein siegreicher Kampf gegen Joe Choynski wird auf einem Lastkahn abgehalten, um die Aufführungsverbote zu umgehen. Jim bekommt den Spitznamen „Gentleman Jim“ auf Grund seines eleganten Kampfstiles und seiner Vorliebe für elegante Kleidung. Mit seiner Familie zieht er nun nach Nob Hill. Victoria, in die Jim verliebt ist, fühlt sich von seiner zunehmend arroganten Art abgestoßen und wünscht sich, dass er einmal einen Kampf verliert. 1892 muss Jim 10.000 Dollar aufbringen, um den Schwergewichtsmeister John Sullivan herausfordern zu können. Victoria, in der Hoffnung auf eine Niederlage Jims, sponsert ihn anonym.
Am Abend des Kampfes ist auch Victoria unter den Zuschauern. Nach 21 Runden kann Jim seinen Gegner durch seine Technik besiegen. Auch Victoria ist erfreut. Sie kauft Jim einen viel zu großen Hut, womit sie auf sein übersteigertes Selbstbewusstsein abzielt. Sullivan kommt überraschend zu Jims Siegesfeier, um ihm den Meistergürtel zu übergeben. In einer ergreifenden Szene bezeugen die beiden Kontrahenten ihren Respekt. Victoria ist von Jims Sensibilität überrascht und beeindruckt. Sie sprechen sich aus und werden heiraten.

## Produktion

### Vorgeschichte
Laut einer Meldung in der Fachzeitschrift der Filmindustrie The Hollywood Reporter im Mai 1940 waren drei große Studios an den Filmrechten von James J. Corbetts Autobiografie, die bereits 1924 in der Saturday Evening Post veröffentlicht worden war, interessiert. Der Regisseur Lewis Milestone soll ein Angebot für die Leitung des Films ausgeschlagen haben, da ihm das Drehbuch nicht zugesagt habe. Regisseur Raoul Walsh hatte sich Barry Fitzgerald in der Rolle von Corbetts Vater gewünscht sowie entweder Ann Sheridan oder Rita Hayworth in der Rolle der Vicki.

### Dreharbeiten
Die Filmaufnahmen entstanden im Zeitraum 20. Mai bis 23. Juli 1942 im Gebiet Los Angeles Arboretum & Botanischer Garten in Arcadia in Kalifornien sowie in Santa Ana und in den Warner Brothers Burbank Studios.

### Hintergrund
Errol Flynn verzichtete auf ein Double und führte alle Kampfszenen selbst durch. Auch ein leichter Herzanfall während der Dreharbeiten hinderte ihn nicht daran, nach seiner Genesung weiterhin selbst zu kämpfen. Nur ein Körperdouble kam zum Einsatz. Die Fußarbeit wurde vom früheren Junioren-Weltergewichtsmeister Mushy Callahan gedoubelt. Die im Film eingesetzten Schauspieler Mike Mazurki und Ed „Strangler“ Lewis waren professionelle Ringer.
Der spätere Regisseur Don Siegel arbeitete bei diesem Filmprojekt im Schneideraum. Die Stunts wurden u. a. von Yakima Canutt durchgeführt. Walsh wurde als Junge von seinem Vater zu einem Treffen mit dem echten Corbett mitgenommen und sammelte bleibende Eindrücke. Damals habe er sich entschieden, Box-Champion zu werden, verriet er später. Nie hätte er gedacht, dass  er eines Tages das Leben Corbetts verfilmen würde.
Kurz nach Veröffentlichung des Films musste sich Flynn vor Gericht gegen die Anklage „Vergewaltigung“ von  Minderjährigen verantworten, was eine breite Resonanz in der Presse auslöste. Der Schauspieler wurde letztlich freigesprochen, seine Karriere wurde dadurch nicht beeinträchtigt.

### Filmmusik
- The Wearing of the Green, traditionelle irische Volksweise
- Auld Lang Syne, traditionelle schottische Musik aus dem 17. Jahrhundert
- The Fountain in the Park, auch bekannt als While Strolling Through the Park One Day, Musik: Ed Haley
- Rosen aus dem Süden, op. 388, Konzertwalzer von Johann Strauss (Sohn)
- Künstlerleben, op. 316, Konzertwalzer von Johann Strauss (Sohn)
- Sobre las olas (Over the Waves), Musik: Juventino Rosas
- Ouvertüre zur Operette Die schöne Galathée von Franz von Suppè
- Oh! Susanna, Musik Musik: Stephen Foster
- Dear Old Donegal, traditionelle irische Volksweise, gesungen und getanzt von Alan Hale und anderen

### Veröffentlichung
Erstveröffentlicht wurde der Film in den USA am 14. November 1942, am 25. November 1942 fand die Premiere in New York statt. In Mexiko lief er 1942 an, in Schweden 1943, in Finnland 1944 und in Portugal und Hongkong 1945. 1947 wurde er in folgenden Ländern veröffentlicht: Türkei, Dänemark und Japan, 1948 in Frankreich und Italien. In Spanien wurde der Film im Juli 1967 in Barcelona und im November 1967 in Madrid gezeigt. In Griechenland wurde er im Oktober 2003 auf der Panorama of European Cinema vorgestellt. Im westdeutschen Fernsehen hatte er am 29. Januar 1974 Premiere.
Veröffentlicht wurde der Film zudem in Argentinien, Brasilien, der Sowjetunion und in Venezuela.

## Diskrepanzen
In seinerzeitigen Artikeln wurden Diskrepanzen zwischen dem Jim im Film und dem tatsächlichen Corbett aufgezeigt. So schrieb beispielsweise Variety, dem Schwergewichts-Champion sei im Gegensatz zum Film-Jim eine zurückhaltende, ruhige Persönlichkeit eigen gewesen. Zudem habe Sullivan, dem Jim den Titel abgenommen habe, Corbett gehasst und habe ihm keinesfalls selbst seinen Weltmeister-Gürtel übergeben. Corbetts 1886 geschlossene Ehe wurde für eine Romanze mit der schönen Tochter eines reichen Bankers außer Acht gelassen.

## Historie
James J. Corbett (1866–1933) wurde 1892 Boxweltmeister im Schwergewicht gegen John L. Sullivan. Er war der erste erfolgreiche Boxer, der die Regeln des Marquis of Queensberry anwendete. Neben gutem Aussehen brachte ihm seine Art des Boxens den Spitznamen „Gentleman Jim“ ein. 1886 ging Corbett eine Ehe mit der Schauspielerin Olive Lake ein. Nachdem das Paar sich hatte scheiden lassen, heiratete Corbett Jessie Taylor aus Omaha. 1903 beendet Corbett seine Karriere als Boxer und spielte in mehreren Theater-Stücken, darunter Gentleman Jack und The Naval Lieutenant sowie Spielfilmen mit. Er starb am 18. Februar 1933 im Alter von 66 Jahren.

## Kritik
TMP führte in seiner Kritik in der New York Times aus, mit Errol Flynn in der Titelrolle und zudem anderen Qualitätsmerkmalen der Unterhaltung biete der Film für jedermann einen Gewinn. Der Film halte sich so nah wie möglich an die Tatsachen, auch wenn das Familienleben Corbetts ziemlich unecht gezeichnet sei. Ward Bond spiele die fruchtbarste Rolle seiner langen Karriere als prahlerischer, raubeiniger Sullivan. Alexis Smith sei sehr unterhaltsam im romantischen Part und auch die kleineren Rollen seien fesselnd umgesetzt. Der Film sei ein wirklich gut gemixter Pun(s)ch.
Für das Lexikon des internationalen Films handelt es sich um eine „unterhaltsame Filmbiografie zwischen Drama und Komödie, die ein lebendiges Bild von der Frühzeit des Boxsports vermittelt, bevor dieser gesellschaftsfähig wurde“.
Der Fernsehsender SWR apostrophiert das Geschehen mit „zwinkernd erzählter Film“ und meint „schwungvoller Rückblick auf jene frühen Jahre, in denen der Boxsport noch nicht ganz salonfähig und ein eher urwüchsiges Volksvergnügen war“. Regisseur Walsh sei ein „zeitloser und temperamentvoller Sportlerfilm über List, Lebenslust und Ehre“ gelungen.
Das Fazit der Zeitschrift Cinema lautet: „Das passt wie die Faust aufs Auge!“ und führte aus: „Errol Flynn spielt Corbett, den ersten ‚modernen‘ Boxchampion (1866–1933), mit Charme und Chuzpe; es war seine Lieblingsrolle.“
Auch prisma sprach wie auch andere Quellen von Flynns „erklärte[r] Lieblingsrolle“ in einem Boxerfilm, der „mit Tempo und Witz“ unterhalte. Auch wenn sich die Story „nur vage an Corbetts Biographie“ anlehne, sei Walsh ein „zeitloser und temperamentvoller Sportlerfilm über List, Lebenslust und Ehre“ gelungen. Zugleich sei „sein Augen zwinkernd erzählter Film auch ein schwungvoller Rückblick auf jene frühen Jahre, in denen der Boxsport noch nicht ganz salonfähig und ein eher urwüchsiges Volksvergnügen“ gewesen sei.
Bei Filmsgraded.com ist die Rede von einem gut gemachten, unterhaltsamen Sportepos. Die Beziehung zwischen Flynn und Smith sei der zwischen Flynn und Olivia de Havilland in zahlreichen früheren Warner-Bros.-Filmen bemerkenswert ähnlich und habe dazu beitragen sollen, weibliche Zuschauer zu gewinnen, die seinen Charme möglicherweise bereits aus vorherigen Filmen kannten.
Journeys in Classic Film führte aus, Gentleman Jim habe Flynns Bandbreite außerhalb von kunstvollen Kostümenfilmen zeigen sollen. Zwar könne man feststellen, dass Flynns Darstellung des Boxers völlig anachronistisch sei, aber eben nicht ohne einen gewissen Reiz. Das schwächste Element im Film sei wahrscheinlich die Besetzung der weiblichen Hauptrolle mit Alexis Smith, eine Rolle für die Walsh eigentlich Rita Hayworth hatte haben wollen. Beim Anschauen des Films wisse man, warum. Alles in allem, sei Gentleman Jim ein durch und durch unterhaltsamer Film, der nicht so sehr dem Boxkampf huldige, sondern der Männlichkeit, die mit diesem Sport verbunden sei, auch wenn Boxen nicht so elegant sei, wie Jim es habe aussehen lassen.